# Фіньяна
Фіньяна (ісп. Fiñana) — муніципалітет в Іспанії, у складі автономної спільноти Андалусія, у провінції Альмерія. Населення — 2432 особи (2010).
Муніципалітет розташований на відстані близько 370 км на південь від Мадрида, 48 км на північний захід від Альмерії.
На території муніципалітету розташовані такі населені пункти: (дані про населення за 2010 рік)
- Ла-Естасьйон: 25 осіб
- Фіньяна: 2353 особи
- Ла-Ередад: 32 особи
- Ла-Норія: 9 осіб
- Вента-Ратонера: 13 осіб

## Демографія
Динаміка населення (INE ):

## Галерея зображень

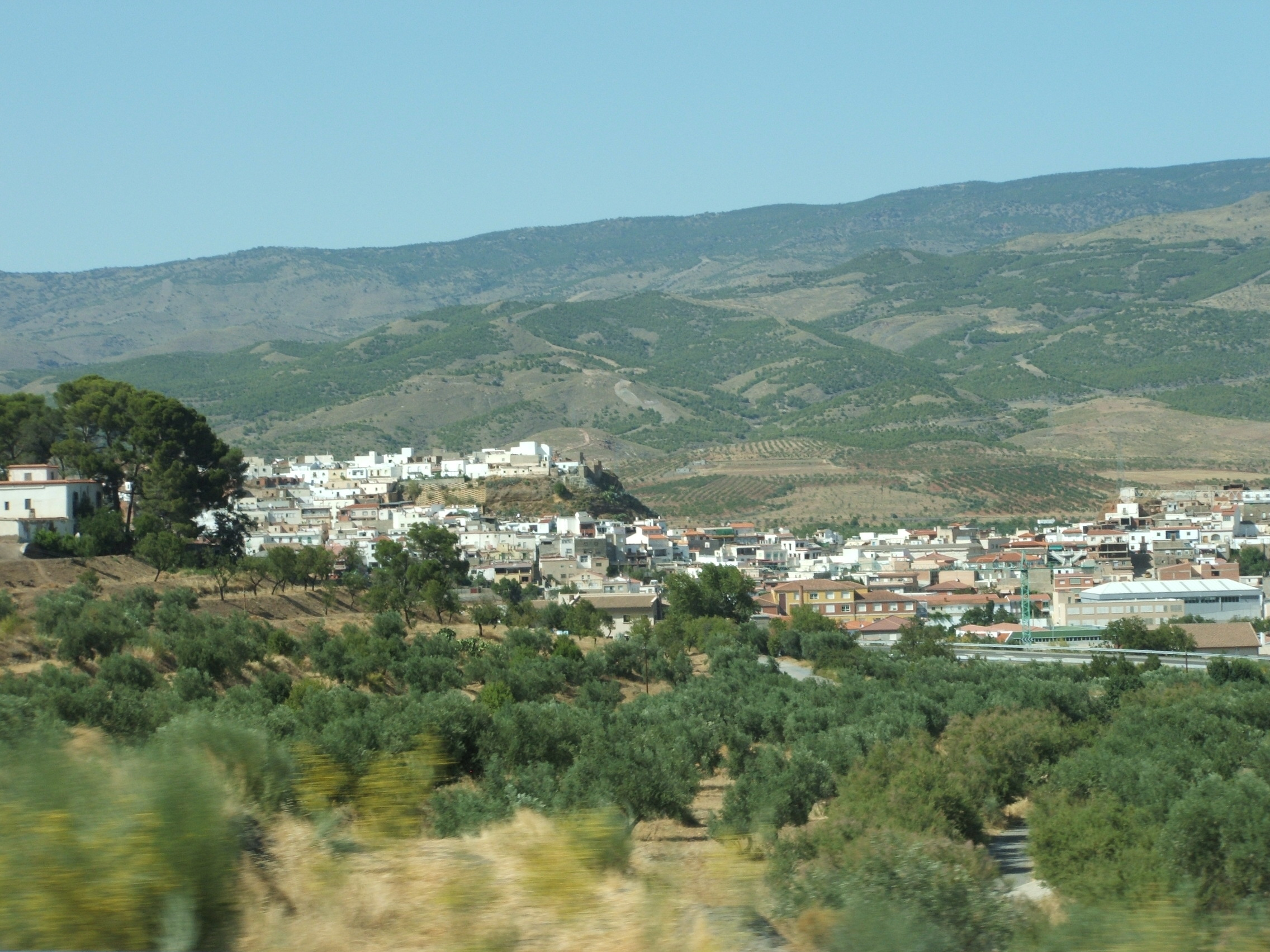
Фіньяна
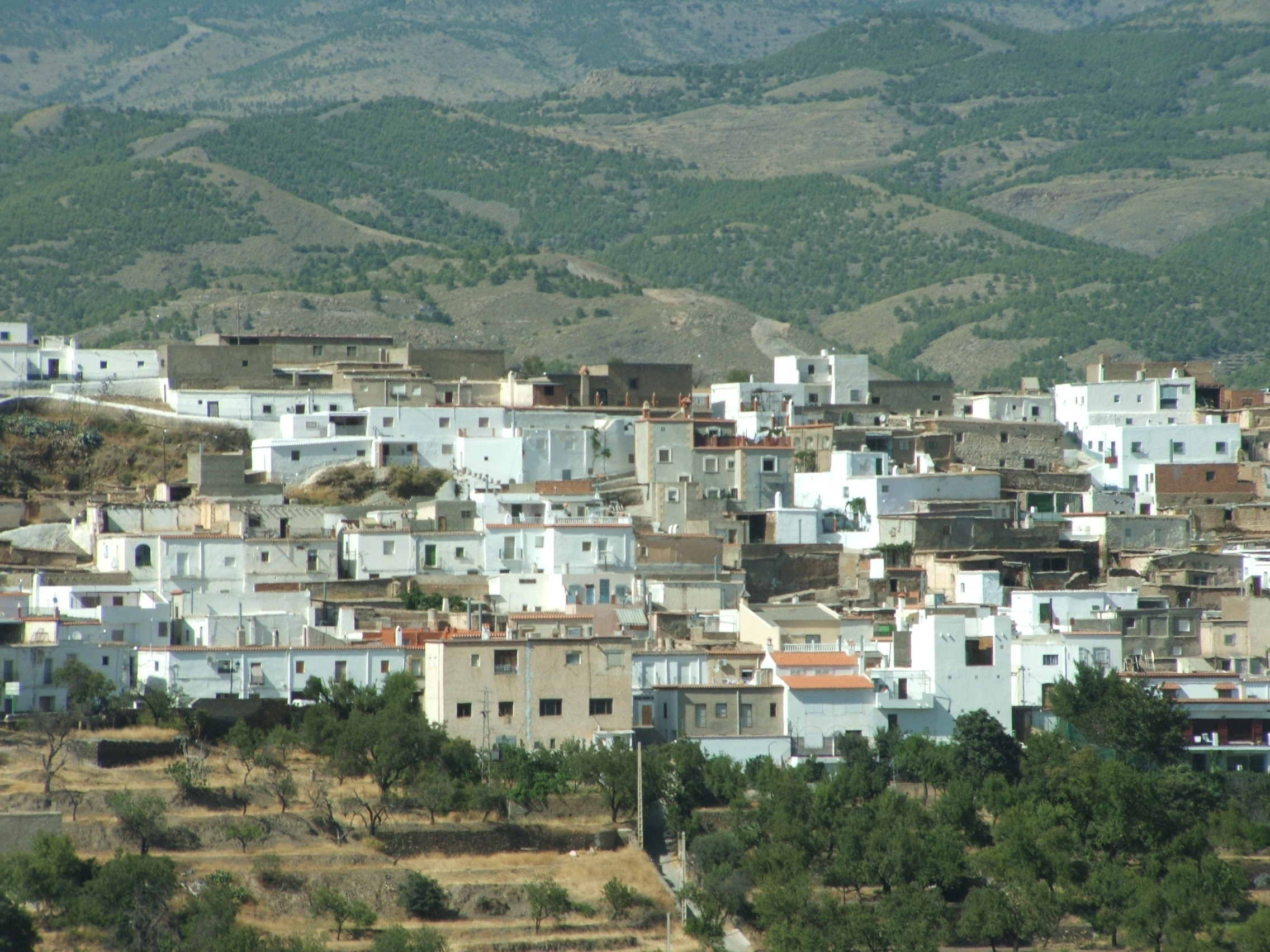
Будинки у Фіньяні